# Diksonie antarktická
Diksonie antarktická (Dicksonia antarctica) je stromovitá kapradina z čeledi diksoniovitých, původem z Tasmánie. Hojně roste v Austrálii.

## Popis
Dorůstá výšky až 15 metrů. Listy dlouhé až 4 metry.

## Využití
Okrasná rostlina, dřeň kmene je jedlá a bohatá na škrob.
K vidění je v Zoo Praha v expozičním celku Darwinův kráter (v dolní části zoo), který představuje faunu a floru Austrálie a zejména právě Tasmánie. Raritou je, že je pěstován ve venkovní expozici.